# Жунусов, Аргын
Аргы́н Жуну́сов (каз. Арғын Жүнісов; 15 марта 1928, Омск, РСФСР, СССР — 12 октября 2015, Темиртау, Казахстан) — Герой Труда Казахстана (2010), Заслуженный металлург Казахской ССР, Почётный гражданин города Темиртау.

## Биография
Родился 15 марта 1928 года в Омске. Когда началась Великая Отечественная война, ему было 13 лет, и он вместе с отцом пошёл работать на рудник Джолумбет в Акмолинской области. Подросток выполнял тяжелую работу — на тачке вагонеткой вывозил из шахты золотоносную руду и отвозил на обогатительную фабрику.
Старший брат Аргына, вернувшись с войны, стал работать на Казахском металлургическом заводе в Темиртау и вскоре забрал в город металлургов родителей и младшего Аргына.
С 14 июня 1947 года Аргын Жунусов начал работать на Казахском металлургическом заводе шихтовщиком в бригаде Еламана Байгазиева, ставшего Героем Социалистического Труда. Учили его Алтынбек Дарибаев, будущий Герой Социалистического Труда, Максим Филимонов, Иван Кретов. Семь лет Аргын работал подручным сталеваром, слушал лекции ведущих сталеплавильщиков страны в Свердловском институте обучения рабочих и в результате в 1957 году заслуженно стал признанным мастером сталеплавильного производства.
Аргын Жунусов варил самую высоколегированную сталь, которая шла на экспорт, на изготовление труб, на создание белой жести. Он — один из немногих сталеваров, кто сокращал плавку на полтора часа. За Аргыном Жунусовым закрепилась ещё одна слава — слава доброго и мудрого наставника. За это ему присвоили в 1984 году почетное звание «Заслуженный наставник молодежи».
За время работы на комбинате он внес ряд рационализаторских предложений по улучшению процесса плавки.
Именно Аргын Жунусов был инициатором знаменитых плавок дружбы. Как считает мастер, сталеваров, в какой стране бы они ни работали, роднит притяжение к огню, в котором плавится металл.
На протяжении пятидесяти лет Аргын Жунусов оставался преданным профессии металлурга. Ветеран труда в 1998 году в возрасте 70 лет вышел на заслуженную пенсию.
Скончался 12 октября 2015 года.

## Награды
- Герой Труда Казахстана («Қазақстанның Еңбек Ері») (2 июля 2010 года)
- Орден Отечества (Отан) (1998)
- Орден Ленина
- Орден Октябрьской Революции
- Медаль «Ветеран труда»
- Медаль «За доблестный труд в годы Великой Отечественной войны»
- Медаль «За трудовое отличие»
- Заслуженный металлург Казахской ССР
- Почётный гражданин города Темиртау
- Почётное звание «Заслуженный ветеран Карметкомбината»